# Вояжёры
Вояжёры — люди, занимавшиеся транспортировкой мехов в каноэ во время развития меховой торговли. Вояжёр (фр. Voyageur) — французское слово, дословно переводится как «путешественник». Этот термин использовался в Канаде и северных штатах Среднего Запада США в середине XVIII — начале XIX веков, когда перемещение на большие расстояния было непростым и опасным занятием.

## История
В основном транспортировкой меха в каноэ занимались канадские французы, на позднем этапе мехоторговли к этому промыслу подключились также и переселившиеся в Канаду шотландские горцы, которых объединяла с франкоканадцами общая религия. Термин в контексте меховой торговли в меньшей степени относится к мероприятиям, связанными с меховой торговлей (таких, как торговля и военная служба), а применяется к людям, перевозившим меха на собачьих упряжках, по внутренним водным путям Америки, к исследователям и первооткрывателям территорий, для которых торговля была занятием второстепенным. В то же время, это название символически обозначало принадлежность к легальному, организованному сообществу, в отличие от лесных бродяг, также в то время участвовавших в меховой торговле.
В большинстве случаев вояжёры были в дружеских отношениях с индейцами, изучали их языки, женились на индианках. Потомки вояжёров на Канадском Западе, франкоязычные метисы, считают себя коренным народом Канады, и это закреплено в канадской конституции. Некоторые из них, оказавшись позже в англоязычной среде, перешли на английский язык, но сохранили французские имена.
Вояжеры особенно популярны в французской Канаде. Это народные герои, упоминающиеся в музыке и преданиях. Образ вояжёра, подобно образу ковбоя в США, стал романтическим символом канадской истории, с этим образом ассоциируются храбрость, огромное трудолюбие, взаимовыручка, «чувство команды».
Безымянный вояжёр семидесяти лет говорил Джеймсу Бейкеру:
Я мог нести, грести, гулять и петь с любым, кого я видел. Двадцать пять лет я жил в каноэ, и сорок один год на службе; ни одна ноша не была мне тяжела, я мог спеть пятьдесят песен. Я спас жизнь десяти другим вояжёрам, у меня было двенадцать жен и шесть ездовых собак. Все свои деньги я тратил с удовольствием. Если бы я снова был молод, я бы снова прожил жизнь так же. Нет жизни более счастливой, чем жизнь вояжёра!
На самом деле их жизнь была тяжелой. Например, им приходилось перетаскивать волоком два 90-фунтовых тюка с мехами; кто-то мог переносить четыре или пять тюков, есть свидетельства о вояжёре, переносившем семь тюков на расстояние в пол-мили. Ущемление грыжи встречалось повсеместно и часто приводило к смерти. Вояжёра, который доживал до 40 лет и не имел ни грыжи, ни радикулита, можно было назвать счастливчиком.
Пьер-Эспри Радиссон, один из самых противоречивых персонажей канадской истории — путешественник, исследователь, беспринципный авантюрист и опытный мехоторговец, так поэтично и грустно написал о жизни вояжёра:
Какой ещё оплот может быть милее сердцу, когда видишь, как дымит труба родного дома, когда знаешь, что с лёгкой душой и сердцем можешь поцеловать свою жену или жену соседа. Совсем иначе, когда съестное на исходе, когда работаешь дни и ночи напролёт, спишь на голой земле, да и то не каждую ночь. Когда вся задница в воде, когда боишься, как бы вообще не остаться с пустым желудком, а кости ломит от усталости, во всём теле какая-то сонливость от скверной погоды — и всё оттого, что нет спасения от этих напастей.
На отрезке пути от Монреаля до Великого волока было 36 волоков разной длины. Длина самого Великого волока составляла 9 миль.

На данном отрезке пути на запад большие каноэ несли груз весом от трёх до четырёх тонн и имели экипаж из восьми — десяти человек. Люди, которые находились посередине судёнышка, гребли короткими вёслами и сидели парами, бок о бок, а «носовой» и «кормчий» располагались выше и были вооружены длинными вёслами. Типичное монреальское каноэ достигало в длину тридцати пяти — сорока футов; оно обшивалось поверх рёбер-шпангоутов из белого кедра корой жёлтой берёзы. Гребцы, от четырёх до девяти, сидели на поперечных досках-банках в четыре дюйма шириной, которые крепились чуть ниже кромки бортов. Береста приклеивалась к остову расплавленной сосновой смолой, и, поскольку гребли весь день напролёт, швы приходилось подклеивать, чтобы предотвратить течь. Каноэ Александра Маккензи, специально сконструированное для исследований в Скалистых горах, было настолько лёгким, что его могли переносить всего два человека. Однако большое монреальское каноэ весило намного больше, и с ним могло управиться по меньшей мере четверо.